# Cytochrom-POR-Mangel
Der Cytochrom-POR-Mangel ist eine sehr seltene angeborene Form der Kongenitalen Nebennierenhyperplasie mit den Hauptmerkmalen Mangel an Glucocorticoiden, ausgeprägte Intersexualität bei beiden Geschlechtern und Skelettfehlbildungen, besonders an Kopf und Gesicht.
Synonyme sind: Nebennierenhyperplasie, kongenitale, durch Cytochrom-POR-Mangel; POR-Mangel; PORD; Antley-Bixler ähnliches-Syndrom; englisch Antley-Bixler syndrome with disordered steroidogenesis; combined partial deficiency of 17-hydroxylase and 21-hydroxylase; Congenital adrenal hyperplasia due to apparent combined p450c17 and p450c21 deficiency
Die Erstbeschreibung stammt aus dem Jahre 1985 durch die US-amerikanischen Ärzte Ralph E. Peterson, Julianne Imperato-McGinley, Teofilo Gautier und Cedric Shackleton.

## Verbreitung
Die Häufigkeit wird mit 1 zu 100.000 – 200.000 Lebendgeborenen angegeben, bislang wurde über etwa 65 Betroffene berichtet.
Die Vererbung erfolgt autosomal-rezessiv.

## Ursache
Der Erkrankung liegen Mutationen im POR-Gen auf Chromosom 7 Genort q11.23 zugrunde, welches für die Cytochrome P450 Oxidoreductase (Cytochrome P450 reductase, oder NADPH-Cytochrom-P450-Oxidoreduktase) kodiert. Die Störung führt zu kombiniertem Mangel von P450C17 und  P450C21 und Anhäufung von Metaboliten der Steroidproduktion.

## Klinische Erscheinungen
Klinische Kriterien sind:
Das Ausmaß der Veränderungen reicht von intersexuellem Genitale mit Nebennierenrindeninsuffizienz und Skelettfehlbildungen zu milderen Formen mit Veränderungen wie beim Polyzystischen Ovar-Syndrom. Häufig Amenorrhoe und Unfruchtbarkeit
Das erhöhte Androgen intrauterin führt zur ausgeprägten Virilisierung beim weiblichen Geschlecht und gehemmten Virilisierung  beim männlichen Geschlecht mit Mikropenis bis perinealer Hypospadie
Gesichtsdysmorphie mit flacher Nase, Balkonstirn, Hypoplasie des Mittelgesichtes,
Kraniofaziale Fehlbildungen der Patienten sind Kraniosynostose, Hydrocephalus, große Balkonstirn, flache Nase, Mittelgesichtshypoplasie, hervorstehende Augen (Proptose) und dysplastische Ohrmuschel, enger äußerer Gehörgang
Ferner können Arachnodaktylie, Synostose, Choanalatresie, verminderter Cortisolspiegel, erhöhte Mineralocorticoide mit arterieller Hypertonie, Virilisationszeichen der Mutter während der Schwangerschaft, Knochenbrüche beim Neugeborenen, angeborene Verbiegung langer Röhrenknochen, Klumpfuß vorkommen.

## Differentialdiagnose
Abzugrenzen sind das Williams-Beuren-Syndrom und das Antley-Bixler-Syndrom.

## Therapie
Die Behandlung besteht aus einer lebenslangen Hormonersatztherapie, ggf. Operation von Kraniosynostose, Hypospadie, Kryptorchismus bzw. Vaginalhypoplasie und Klitorishypertrophie.